# 阿拉曼戈區
5°24′59″S 78°26′09″W / 5.41639°S 78.43583°W
阿拉曼戈區（西班牙語：Distrito de Aramango）是秘魯的一個區，位於該國北部亞馬遜大區的巴瓜省，始建於1961年12月28日，面積815.1平方公里，海拔高度550米，2005年人口12,043，人口密度每平方公里15人。